# Portada/article gener 7

## Retaule del Conestable
El Retaule del Conestable, també conegut com a Retaule de l'Epifania, és un retaule d'estil gòtic català realitzat al tremp per l'artista Jaume Huguet l'any 1464 per a la capella de Santa Àgata de Barcelona. El retaule es conserva al mateix indret per al qual va ser concebut i no ha patit agressions en cap de les revoltes anticlericals que ha viscut, tot i que una manca de condicions durant molts anys el va fer perillar fins que va ser restaurat i protegit a començaments del segle xx. Va ser realitzat en la fase de maduresa de Jaume Huguet. Està dedicat a l'Epifania o Adoració dels Reis Mags.